# كارل فيليب دوق فارملاند
الأمير كارل فيليب ملك السويد، دوق فيرملاند (كارل فيليب إدموند بيرتيل؛ ولد في 13 مايو 1979)، هو الابن الوحيد والأبن الثاني من بين ثلاثة أطفال للملك كارل السادس عشر غوستاف والملكة سيلفيا. يحتل الأمير كارل فيليب حتى عام 2022 المرتبة الرابعة في ترتيب ولاية العرش، بعد شقيقته الكبرى الأميرة فيكتوريا، وابنة أخته الأميرة إستيل والتي هي ابنته بالمعمودية وبعد ابن أخته الأمير أوسكار. يعيش الأمير كارل مع زوجته الأميرة صوفيا وأطفاله الأربعة في فيلا سولباكن في ديورغاردن بمدينة ستوكهولم.

## روابط خارجية
- كارل فيليب دوق فارملاند على موقع IMDb (الإنجليزية)
- كارل فيليب دوق فارملاند على موقع DriverDB.com (الإنجليزية)